# Young Barney Aaron
Young Barney Aaron (* 27. Juni 1836 in London, England; † 4. Juni 1907 in Long Island, USA) war ein englisch-amerikanischer Boxer in der Bare-knuckle-Ära. 
Im Jahre 1855 wanderte er in die USA aus. Im darauffolgenden Jahr begann er mit dem Boxen.
Aaron wurde im Jahre 2007 postum in die International Boxing Hall of Fame aufgenommen.